# La crociera della Tuonante
La crociera della Tuonante è un romanzo d'avventura di Emilio Salgari. È il secondo romanzo, scritto nel 1910, che continua il Ciclo dei corsari delle Bermude ambientantato nell'omonimo arcipelago ai tempi della guerra d'indipendenza americana (circa 100 anni dopo le avventure de Il Corsaro Nero).

## Trama
Diretto seguito del romanzo I corsari delle Bermude, la vicenda sembra così aver subito solo una breve pausa. Infatti, mentre la lotta infuriava tra la "Tuonante" e la fregata del Marchese d'Halifax, la bella nave del capitano William Mac-Lellan aveva ricevuto un grave danno: le era stato spezzato l'albero di trinchetto e quindi la sua corsa era stata interrotta e l'odiato marchese aveva potuto prendere il largo. La nave deve perciò tornare a Boston per le riparazioni, ma è di nuovo ben presto pronta a riprendere il mare e a dare battaglia. È pronta per la sua "crociera" ed è tanto più temuta per la presenza, a bordo, di un artigliere abilissimo, Mastro Testa di Pietra, sempre in compagnia del simpatico Piccolo Flocco.
Postosi nuovamente sulle tracce del Marchese, riprende con lui la battaglia, furiosa e terribile. Sia la corvetta "Tuonante" che la fregata nemica si incagliano in banchi di sabbia e gli equipaggi si affidano a zattere di fortuna. Navi inglesi raccolgono il Marchese d'Halifax e Mary, che raggiungono così New-York, dove il fratellastro di Mac-Lellan è deciso ad organizzare il suo matrimonio con la fanciulla. L'astuto Testa di Pietra vigila e così il duello decisivo tra Mac-Lellan e il Marchese si svolge nientemeno che nella cappella sotterranea di una chiesa, interrompendo la cerimonia. Il libro si chiude con un'affrettata conclusione in cui si accenna alle nozze tra il baronetto e la bella Mary, nello stesso giorno in cui il generale Washington vinse le armate inglesi comandate dal capitano Cadwallari sulla Delavara.

## Seguito
Le vicende prossime sono narrate nel successivo romanzo salgariano, Straordinarie avventure di Testa di Pietra.

## Edizioni
- Emilio Salgari, La crociera della Tuonante, Salgariana, Ugo Mursia, 1974,  p. 230, ISBN.